# Cirilo (mestre dos soldados)
Cirilo (em latim: Cyrillus) foi um oficial bizantino do século VI, ativo durante o reinado do imperador Anastácio I (r. 491–518). Foi citado em 513, quando foi feito mestre dos soldados da Trácia, em substituição a Hipácio, e enviado contra o general Vitaliano, que revoltou-se na Mésia Secunda. Após algumas derrotas, ocupou Odesso, que tornou-se sua base de operações. Vitaliano, porém, conseguiu comprar os locais e invadiu a cidade, conseguindo capturá-lo. Foi morto pelo huno Tarraco. Apesar de citado favoravelmente por João de Antioquia, foi descrito desfavoravelmente pelo Conde Marcelino como mais proxeneta do que general.